# Conrad Leemans
Conrad Leemans (født 28. april 1809 i Zaltbommel i Gelderland, død 13. oktober 1893 i Leyden) var en hollandsk arkæolog og ægyptolog. 
Efter at have studeret klassiske sprog i Leyden kastede han sig fra 1829, under et længere ophold i Paris, særlig over ægyptologiske og i det hele over arkæologiske studier, som han fortsatte med iver efter sin hjemkomst. Han ordnede den fortræffelige ægyptiske samling, der var erhvervet for Leyden, og blev 1835 direktør for Oldsagsmuseet i Leyden, der foruden ægyptiske også indeholder græske, romerske og nationale oldsager, hvilke samlinger efterhånden udvidedes stærkt under hans dygtige og sagkyndige ledelse. Leemans udgav 1840 Description raisonnée des  Monuments Égyptiens de Leide, en nøjagtig videnskabelig beskrivelse af alle de ægyptiske genstande i museet. I 1835 begyndte Leemans et stort, af staten bekostet pragtværk, i hvilket alle ægyptiske genstande i den store samling er gengivne i naturlig størrelse i nøjagtig tegning: Egijptische Monumenten van het museum van oudheden te Leyden (foruden på hollandsk også med fransk tekst). Dette fortsattes indtil 1908, da styrelsen besluttede at udgive et mere tidssvarende værk med gengivelser efter fotografier og med beskrivelse på tysk af Pieter Adriaan Aart Boeser. 
Leemans har også udgivet museets højst vigtige græsk-ægyptiske papyruser med en grundig fortolkning Papyri Græci Musei Lugduni-Batavensis (1. bind, 1843, 2. bind, 1885). 1835 udgav Leemans i Amsterdam Horapollons Hieroglyphica med kommentar. Museets græske og romerske indskrifter udgav Leemans 1842 med fortolkning (Animadversiones ad inscriptiones græcas et latinas). Fund af romerske oldsager i Holland beskrev Leemans i Romeinsche oudheden te Rossem (1842), Romeinsche oudheden te Maastricht (1843) og så videre. Organisationen af Leydens rige etnografiske samlinger, særlig fra de hollandske kolonier, skyldes også Leemans (1859). I pragtværket Bôrô-Boedoer op het eiland Java (1873) har Leemans beskrevet Borobudur. Leemans har desuden skrevet mange værdifulde afhandlinger i tidsskrifter og lignende.